# Élections sénatoriales de 2023 dans la Marne
Les élections sénatoriales dans la Marne ont lieu le dimanche 24 septembre 2023. Elles ont pour but d'élire les sénateurs représentant le département au Sénat pour un mandat de six années.

## Contexte

### Mode de scrutin
Les sénateurs sont élus pour une législature de 6 ans au suffrage universel indirect par les grands électeurs du département. Dans la Marne, les sénateurs sont élus au scrutin proportionnel plurinominal. Leur nombre reste inchangé, trois sénateurs sont à élire et cinq candidats doivent être présentés sur la liste pour qu'elle soit validée. Chaque liste de candidats est obligatoirement paritaire et alterne entre les hommes et les femmes.
La plupart des grands électeurs sont des « délégués » des conseils municipaux. Conformément aux articles L 284 et 285 du code électoral, le nombre de délégués par commune est progressif en fonction du nombre de conseillers municipaux et du nombre d'habitants de la commune. Au-delà de 9 000 habitants, tous les membres du conseil municipal sont automatiquement délégués pour les sénatoriales. Au-delà de 30 000 habitants, les conseils municipaux désignent des délégués supplémentaires non membres du conseil municipal.
L'élection des délégués par les conseils municipaux a lieu le 9 juin 2023. La liste des grands électeurs marnais est établie le 16 juin suivant par la Préfecture de la Marne, elle comprend :
- 5 députés :
  - Xavier Albertini
  - Charles de Courson
  - Éric Girardin
  - Lise Magnier
  - Laure Miller ;
- 3 sénateurs :
  - Yves Détraigne
  - Françoise Férat
  - René-Paul Savary ;
- 16 conseillers régionaux ;
- 46 conseillers départementaux ;
- 1 546 délégués des conseils municipaux (dont 246 pour Reims et 60 pour Châlons-en-Champagne, seules communes élisant plus de délégués que de conseillers municipaux).

### Contexte départemental
Lors des élections sénatoriales de 2017 dans la Marne, la liste de la droite et du centre obtient 54,18 % des voix, entraînant la réélection des trois sénateurs sortants René-Paul Savary (LR), Françoise Férat (UDI) et Yves Détraigne (UDI). La liste de la majorité présidentielle n'obtient que 17,82 % des suffrages et aucun élu.
Depuis, tous les effectifs du collège électoral des grands électeurs ont été renouvelés, avec les élections législatives de 2022, les élections régionales de 2021, les élections départementales de 2021 et les élections municipales de 2020.
Dans la Marne, les élections municipales de 2020 se sont soldées par la réélection des maires sortants des principales villes du département : Arnaud Robinet (LR puis Horizons) à Reims,, Benoist Apparu (DVD) à Châlons-en-Champagne, Franck Leroy (DVC) à Épernay ou encore Jean-Pierre Bouquet (PS - LREM) à Vitry-le-François. En 2021, les élections régionales dans le Grand Est ont conduit à la réélection du président du conseil régional Jean Rottner (LR). La même année, la droite a renforcé sa majorité lors des élections départementales, s'arrogeant 42 des 46 sièges, tandis que la gauche recule et que le Rassemblement national (RN) disparaît du conseil départemental,. Enfin, les législatives de 2022 conduisent à l'élection de trois élus Ensemble, d'un élu divers droite et d'un élu RN ; le RN perd ce dernier siège au profit d'Ensemble à l'occasion d'une élection partielle début 2023.

### Sénateurs sortants
| Sénateur | Sénateur         | Parti | Fonctions lors de l'élection en 2017                 |
| -------- | ---------------- | ----- | ---------------------------------------------------- |
|          | Yves Détraigne   | UDI   | Sénateur sortant, maire de Witry-lès-Reims           |
|          | Françoise Férat  | UDI   | Sénatrice sortante, conseillère départementale       |
|          | René-Paul Savary | LR    | Sénateur sortant, président du conseil départemental |

## Campagne
Aucun des trois sénateurs sortants n'est candidat à sa réélection. Les centristes Françoise Férat et Yves Détraigne étaient élus depuis 2001 ; René-Paul Savary — ancien président du conseil départemental — était élu depuis 2011.
Christian Bruyen, qui a succédé à René-Paul Savary à la tête du conseil départemental de la Marne en 2017, annonce sa candidature au printemps 2023. Lui-même divers droite, il dirige une liste d'union de la droite et du centre comprenant la maire centriste de Bazancourt Anne-Sophie Romagny, le maire et conseiller départemental LR de Dampierre-sur-Moivre Julien Valentin, la maire et conseillère départementale centriste de Favresse Florence Loiselet et le conseiller départemental UDI d'Épernay Jonathan Rodrigues. Christian Bruyen dit s'inscrire « dans la continuité des sénateurs en place » et dans « la majorité conduite par Gérard Larcher », président du Sénat qui vient faire campagne à ses côtés en septembre.
Du côté de la majorité présidentielle, Horizons présente une liste menée par Cédric Chevalier, maire de Saint-Léonard, conseiller communautaire et régional. Y figurent Elisa Schajer, conseillère municipale de Châlons-en-Champagne et vice-présidente de Châlons Agglo chargée de la cohésion sociale, Nicolas Coutenceau, maire de Broussy-le-Petit, Roxane Jacqueray, ancienne assistante parlementaire à l'Assemblée nationale, et Alexandre Canivet, élu Renaissance au Mesnil-sur-Oger. La liste est soutenue par la présidente du Grand Reims Catherine Vautrin et par le maire de Reims Arnaud Robinet, qui affirme que « Horizons est le premier parti de la Marne désormais ». L'ancien premier ministre Édouard Philippe vient soutenir sa liste, en se rendant à la foire de Châlons. D'après Public Sénat, la Marne est l'une des « deux principales chances de gain de siège » pour Horizons, avec la Seine-et-Marne.
La liste du Rassemblement national est conduite par Anne-Sophie Frigout, éphémère députée dont l'élection en 2022 a été annulée et qui a perdu son siège lors de l'élection partielle, et conseillère régionale. Ses colistiers sont trois conseillers municipaux — Thierry Besson de Fagnières, Jennifer Marc de Romery, Julien Guérin de Givry-lès-Loisy — et la présidente du RN Jeunes du département Marie Tassiers.
À gauche, le conseiller municipal et régional socialiste Éric Quénard mène une liste de la « gauche républicaine et écologiste » qui réunit des personnalités socialistes, communistes (Chantal Berthélémy, adjointe au maire de Bouzy), écologistes (Pierre Laurent Debrix, militant associatif) et divers gauche (Khira Taam, conseillère municipale et départementale de Fagnières, et Christian Valdevit, élu de Frignicourt). La France insoumise présente sa propre liste, portée par Maxence Laurent. Elle comprend deux conseillères municipales, Agnès Guyot à Châlons-en-Champagne et Ghislaine Profit à Courtagnon, ainsi que deux candidats sans mandat électif, Étienne François et Michel Cauchetier.
Une sixième liste centriste et écologiste, considérée comme une « surprise » par le journal L'Union, est présentée par Juliette de Causans sous le titre « Ensemble, ayons des projets d’avenir ! ». Présidente du parti « Europe Égalité Écologie ! », Juliette de Causans précise que son parti politique est composée « d'anciens marcheurs et d'écologistes et socialistes non Nupes ». La liste comprend Isabelle Pestre — ancienne maire de La Chaussée-sur-Marne et conseillère régionale — ainsi que des membres de la société civile impliqués dans le département. La presse souligne alors les candidatures rapprochées de Juliette de Causans : aux élections législatives de 2022 dans les Ardennes, à une élection législative partielle chez les Français hors de France en 2023 ou encore aux futures élections européennes de 2024, ce à quoi Juliette de Causans répond qu’elle n’est pas contrairement à d’autres en situation de cumul des mandats. Juliette de Causans est connue pour avoir été la première candidate à avoir ouvertement fait usage de l’Intelligence artificielle dans ses affiches de campagne à partir de 2022. Son parti politique Europe Egalité Écologie ! ayant publié la première affiche politique mettant en scène un robot humanoïde avec pour slogan « Mettre les machines au service de l’humain » et un programme politique pour faire face à l’avancée du numérique, de l’intelligence artificielle et de la robotisation ainsi que leur impact sur la société.

## Présentation des listes et des candidats
Les déclarations de candidatures sont effectuées sur rendez-vous du 4 au 8 septembre 2023 à la Préfecture de la Marne. La liste officielle des listes et candidats est fixée par arrêté du 13 septembre 2023.

### Liste Horizons conduite par Cédric Chevalier
| N° | Candidats | Candidats          | Parti | Nuance | Principales fonctions                                                            |
| -- | --------- | ------------------ | ----- | ------ | -------------------------------------------------------------------------------- |
| 01 |           | Cédric Chevalier   | HOR   | HOR    | Conseiller régional, maire de Saint-Léonard                                      |
| 02 |           | Élisa Schajer      | HOR   | HOR    | Conseillère municipale de Châlons-en-Champagne, vice-présidente de Châlons Agglo |
| 03 |           | Nicolas Coutenceau | SE    | DVD    | Maire de Broussy-le-Petit                                                        |
|    |           |                    |       |        |                                                                                  |
| 04 |           | Roxane Jacqueray   | HOR   | HOR    |                                                                                  |
| 05 |           | Alexandre Canivet  | RE    | RE     | Conseil municipal du Mesnil-sur-Oger                                             |

### Liste La France insoumise conduite par Maxence Laurent
| N° | Candidats | Candidats         | Parti | Nuance | Principales fonctions                          |
| -- | --------- | ----------------- | ----- | ------ | ---------------------------------------------- |
| 01 |           | Maxence Laurent   | LFI   | FI     |                                                |
| 02 |           | Agnès Guyot       | LFI   | FI     | Conseillère municipale de Châlons-en-Champagne |
| 03 |           | Étienne François  | LFI   | FI     |                                                |
|    |           |                   |       |        |                                                |
| 04 |           | Ghislaine Profit  | LFI   | FI     | Conseillère municipale de Courtagnon           |
| 05 |           | Michel Cauchetier | LFI   | FI     |                                                |

### Liste Rassemblement national conduite par Anne-Sophie Frigout
| N° | Candidats | Candidats           | Parti | Nuance | Principales fonctions               |
| -- | --------- | ------------------- | ----- | ------ | ----------------------------------- |
| 01 |           | Anne-Sophie Frigout | RN    | RN     | Conseillère régionale               |
| 02 |           | Thierry Besson      | RN    | RN     | Conseiller municipal de Fagnières   |
| 03 |           | Jennifer Marc       | RN    | RN     | Conseiller municipal de Romery      |
|    |           |                     |       |        |                                     |
| 04 |           | Julien Guérin       | RN    | RN     | Adjoint au maire de Givry-lès-Loisy |
| 05 |           | Marie Tassiers      | RN    | RN     |                                     |

### Liste Union de la droite conduite par Christian Bruyen
| N° | Candidats | Candidats           | Parti | Nuance | Principales fonctions                                    |
| -- | --------- | ------------------- | ----- | ------ | -------------------------------------------------------- |
| 01 |           | Christian Bruyen    | SE    | DVD    | Président du conseil départemental                       |
| 02 |           | Anne-Sophie Romagny | UDI   | UDI    | Maire de Bazancourt                                      |
| 03 |           | Julien Valentin     | LR    | LR     | Conseiller départemental, maire de Dampierre-sur-Moivre  |
|    |           |                     |       |        |                                                          |
| 04 |           | Florence Loiselet   | SE    | DVD    | Conseillère départementale, maire de Favresse            |
| 05 |           | Jonathan Rodrigues  | UDI   | UDI    | Conseiller départemental, conseiller municipal d'Épernay |

### Liste Union de la gauche conduite par Éric Quénard
| N° | Candidats | Candidats             | Parti | Nuance | Principales fonctions                                     |
| -- | --------- | --------------------- | ----- | ------ | --------------------------------------------------------- |
| 01 |           | Éric Quénard          | PS    | SOC    | Conseiller régional, conseiller municipal de Reims        |
| 02 |           | Chantal Berthélémy    | PCF   | COM    | Adjointe au maire de Bouzy                                |
| 03 |           | Pierre Laurent Debrix | EÉLV  | VEC    |                                                           |
|    |           |                       |       |        |                                                           |
| 04 |           | Khira Taâm            | SE    | DVG    | Conseillère départementale, ajointe au maire de Fagnières |
| 05 |           | Christian Valdevit    | SE    | DVG    | Adjoint au maire de Frignicourt                           |

### Liste Écologiste conduite par Juliette de Causans
| N° | Candidats | Candidats           | Parti | Nuance | Principales fonctions |
| -- | --------- | ------------------- | ----- | ------ | --------------------- |
| 01 |           | Juliette de Causans | EEE   | ECO    |                       |
| 02 |           | Gilles Neffati      | EEE   | ECO    |                       |
| 03 |           | Isabelle Pestre     | EEE   | ECO    |                       |
| 04 |           | Pauline de Ayala    | EEE   | ECO    |                       |
| 05 |           | Frédéric Falleur    | EEE   | ECO    |                       |

## Résultats
| Tête de liste                                   | Tête de liste            | Liste                                | Voix  | %     | Sièges | +/-           |
| ----------------------------------------------- | ------------------------ | ------------------------------------ | ----- | ----- | ------ | ------------- |
|                                                 | Christian Bruyen         | Union de la droite (LR - UDI)        | 677   | 43,37 | 2      | 1             |
| Pour toute la Marne                             |                          |                                      | 677   | 43,37 | 2      | 1             |
|                                                 | Cédric Chevalier         | Horizons                             | 484   | 31,01 | 1      | 1             |
| Avec la Marne, un nouvel horizon pour la France |                          |                                      | 484   | 31,01 | 1      | 1             |
|                                                 | Anne-Sophie Frigout      | Rassemblement national               | 186   | 11,92 | 0      | en stagnation |
| Au service des communes pour défendre la Marne  |                          |                                      | 186   | 11,92 | 0      | en stagnation |
|                                                 | Éric Quénard             | Union de la gauche (PS - PCF - EÉLV) | 162   | 10,38 | 0      | en stagnation |
| La République au cœur des territoires           |                          |                                      | 162   | 10,38 | 0      | en stagnation |
|                                                 | Juliette de Causans      | Écologiste (EEE)                     | 28    | 1,79  | 0      | Nv.           |
| Ensemble, ayons des projets d'avenir !          |                          |                                      | 28    | 1,79  | 0      | Nv.           |
|                                                 | Maxence Laurent          | La France insoumise                  | 24    | 1,54  | 0      | Nv.           |
| Marne Union populaire écologique et sociale     |                          |                                      | 24    | 1,54  | 0      | Nv.           |
|                                                 |                          |                                      |       |       |        |               |
| Suffrages exprimés                              | Suffrages exprimés       | Suffrages exprimés                   | 1 561 | 98,42 |        |               |
| Votes invalides                                 | Votes invalides          | Votes invalides                      | 12    | 0,76  |        |               |
| Votes blancs                                    | Votes blancs             | Votes blancs                         | 13    | 0,82  |        |               |
| Total                                           | Total                    | Total                                | 1 586 | 100   | 3      | en stagnation |
| Abstentions                                     | Abstentions              | Abstentions                          | 27    | 1,67  |        |               |
| Inscrits / participation                        | Inscrits / participation | Inscrits / participation             | 1 613 | 98,33 |        |               |

### Sénateurs élus
| Sénateur | Sénateur            | Parti    | Groupe   |
| -------- | ------------------- | -------- | -------- |
|          | Christian Bruyen    | Sans     | App. REP |
|          | Anne-Sophie Romagny | UDI      | UC       |
|          | Cédric Chevalier    | Horizons | LIRT     |